# Arsenal Stadium
Highbury (jiným názvem Arsenal Stadium) byl stadion anglického fotbalového klubu Arsenal FC od 6. září 1913 do 7. května 2006.
Také se na něm v historii odehrálo několik baseballových a kriketových utkání a také pár zápasů fotbalové reprezentace Anglie. Stadion Highbury byl pojmenován podle severolondýnské čtvrti v níž ležel. Jeho kapacita byla původně větší, ale po přestavbě stadionu a osazení všech míst sedačkami klesla na konečných 38 419 diváků. Rekord však stanovilo utkání se Sunderlandem, na které se v roce 1935 dostavilo 73 295 lidí.
Divácké tribuny se dělily na North Bank (12 500), na West Stand (11 000), na East Stand (9 000) a na Clock End (6 000). V roce 1992 byla North Bank zbourána, kvůli výstavbě tribuny se sedadly. Ta byla otevřena o rok později. K této změně došlo po Taylorově zprávě o tragédii na Hillsborough.
Stejně jako nové Emirates Stadium i bývalé Highbury bylo proslulé kvalitním trávníkem a jeho správci Steve Braddock a Paul Burgess získali několikrát ocenění FA Premier League Groundsman of the Year. V roce 2006 byl stadion stržen a od roku 2010 jeho místo zaujímají obytné apartmány a park.